# Laurent Lamothe
Laurent Salvador Lamothe (ur. 14 sierpnia 1972 w Port-au-Prince), haitański polityk, sportowiec i przedsiębiorca, minister spraw zagranicznych od 24 października 2011 do 6 sierpnia 2012. Premier Haiti od 16 maja 2012 do 20 grudnia 2014 roku.

## Życiorys
Laurent Lamothe urodził się w 1972 w Port-au-Prince w rodzinie należącej do wyższej klasy średniej. Jego ojciec, Louis G. Lamothe, był doktorem literatury hiszpańskiej i współzałożycielem instytutu Lope de Vega Institute, a matka, Ghislaine Fortuney Lamothe, artystką i malarką. Kształcił się w szkole podstawowej Saint Louis de Gonzague oraz szkole średniej Union School. W wieku 19 lat wyjechał kontynuować naukę do Stanów Zjednoczonych. Ukończył nauki polityczne (licencjat) na Barry University w hrabstwie Miami, a następnie administrację i zarządzanie (magisterium) na St. Thomas University w Miami.
W czasie nauki i studiów uprawiał sport. W latach 1992–1995 był jednym z czołowych haitańskich tenisistów. W 1994 oraz w 1995 reprezentował kraj w Pucharze Davisa.
W 1998, razem z partnerem biznesowym Patricem Bakerem, założył firmę Global Voice Group, działającą na rynku usług telekomunikacyjnych. W ciągu następnych lat rozwinęła się ona z niewielkiej firmy w światową spółkę działającą na wielu rynkach międzynarodowych, zwłaszcza na rynkach wschodzących i w krajach rozwijających się w Afryce. W 2008 za swoją działalność biznesową otrzymał od koncernu Ernst & Young tytuł „Entrepreneur of the Year” (Przedsiębiorcy Roku).
W 2011 zaangażował się w kampanię prezydencką Michela Martelly’ego. Po objęciu przez niego urzędu prezydenta Haiti, został w lipcu 2011 mianowany Specjalnym Doradcą prezydenta, a także członkiem Tymczasem Komisji na rzecz Odbudowy Haiti (CIRH), zajmującej się odbudową kraju ze zniszczeń po trzęsieniu ziemi w 2010. 8 września 2011, razem z byłym prezydentem USA Billem Clintonem, został mianowany przez prezydenta Martelly’ego współprzewodniczącym Prezydenckiej Rady Doradczej ds. Rozwoju Gospodarczego i Inwestycji na Haiti. 24 października 2011 objął stanowisko ministra spraw zagranicznych w rządzie Garry’ego Conille’a.
1 marca 2012, po rezygnacji premiera Conille’a, prezydent Martelly desygnował go na stanowisko nowego szefa rządu. Jego kandydatura wymagała zatwierdzenia ze strony obu izb parlamentu. 10 kwietnia 2012 dokonał tego Senat, a 3 maja 2012 Izba Deputowanych.
Po zatwierdzeniu jego kandydatury przez obie izby parlamentu, Lamothe przedstawił skład i program swojego rządu, który 8 maja 2012 zatwierdził Senat, a 14 maja 2012 Izba Deputowanych. 16 maja 2012 rząd został oficjalnie zaprzysiężony. Premier Lamothe zachował w nim stanowisko szefa dyplomacji, którym pozostał do 6 sierpnia 2012, kiedy objął tekę ministra planowania i współpracy zewnętrznej. Ze stanowiska premiera ustąpił 20 grudnia 2014.